# 橄榄巨盾蛞蝓
橄榄巨盾蛞蝓（学名：Macrochlamys dolani）为拟阿勇蛞蝓科巨盾蛞蝓属的动物，是中国的特有物种。分布于四川、云南、西藏等地，生活环境为陆地，常生活于高山地区、道边岩石上或石块下、农田附近潮湿的草丛中以及树干或树叶下。